# Sympraxis
Sympraxis ist ein Ansatz der Erzähltheorie, der in den 1990er Jahren von dem Romanisten Rolf Kloepfer entwickelt wurde. Konzipiert wurde er als universelles Modell für die Analyse von erzählenden Texten in der Literaturwissenschaft und Filmen, Werbespots und Videoclips in der Medienwissenschaft. Er verbindet Ansätze der Pragmatik, der Semiotik und der Rezeptionsästhetik.

## Mimesis, Diskurs, Sympraxis
Kloepfers Modell geht von drei Ebenen der Erzählung aus: Mimesis, Diskurs, Sympraxis. Die ersten beiden Ebenen sind traditionelle Begriffe der Erzähltheorie, die von Kloepfer jedoch in spezifischem Sinne neu definiert werden. Jede dieser drei Ebenen kennt eine Reihe von Komplexitätsstufen. Alle drei Ebenen müssen in der Analyse zueinander in Beziehung gesetzt werden.
Die Ebene der Mimesis ist in Kloepfers Modell die Ebene einer Erzählung, die sich direkt auf die Welt bezieht, die Vorstellungen über die Welt aufbaut. Ein narrativer Text kann eine „realistische“ Weltbeschreibung liefern oder eine fiktive; verschiedene Zwischenformen sind möglich.
Die Ebene des Diskurses beschreibt die innere Struktur der Erzählung. Damit ist nicht nur die Reihenfolge der Ereignisse gemeint, sondern die Verknüpfung aller Elemente der Erzählung auf allen strukturalen Ebenen. Sie reicht von sehr einfachen sequentiellen Abfolgen bis zu komplexen Beziehungen von Motiv, Ton, Farbe, Bewegung (im Film) oder Erzählschema, Satzbau, rhetorische Figuren und Klang (in der literarischen Erzählung), umfasst also sowohl Mikro- wie Makrostrukturen der Erzählung.
Die sympraktische Ebene schließlich, die Kloepfer neu einführt, umschließt das gesamte Spektrum an „zeichengelenkten Gemütsregungen“, also Emotionen, die durch Zeichenprozesse (Schrift, Film) ausgelöst und gesteuert werden. Dazu gehört emotionale Bewegung, Rührung, Amüsement, aber auch komplexere Vorgänge wie das Hervorrufen von Erinnerungen oder politische Agitation – oder eben das Auslösen von Kaufimpulsen im Werbespot. Auch die Ebene der sympraktischen Techniken lässt verschiedene Stufen der Komplexität und Intensität zu: von der neutralen, sachlichen Darstellung, die den Rezipienten nicht bewegt, bis hin zu Verfahren, die den Leser „packen“. Die höchste Stufe ist die der „Faszination“.
Sympraxis ist nach Kloepfer „zeichenbewegtes Mithandeln“ – nicht nur passive Rezeption, sondern aktives Teilnehmen an zeichenhaften Objekten und Prozessen. Sympraktische Techniken garantieren erst die Wirkung und Dauerhaftigkeit von Zeichenkomplexen: Das fängt bei der Katharsis an, die Aristoteles als wichtigste Aufgabe der Tragödie ansah, setzt sich fort bei den verschiedensten Möglichkeiten der Leserbeeinflussung in der Literatur (Rhetorik) und endet beim modernen Werbespot, der ein ganz eigenes Arsenal von Techniken entwickelt hat, die Zuschauer emotional einzubinden, zu unterhalten, sich unvergesslich zu machen und so schließlich zum Konsum zu bewegen.
Vorläufer seiner Theorie des zeichenbewegten Mithandelns findet Kloepfer in der Pragmatik bei Charles Sanders Peirce und Umberto Eco. Beide Semiotiker betonten, dass die Rolle des Rezipienten beim Lesen oder Zuschauen keine passive ist, sondern eine aktive: Zeichen müssen interpretiert, verarbeitet und miteinander verknüpft werden; Wissen muss abgerufen und mit dem Text kombiniert werden; Handlungsstränge entdeckt werden usw. Weitere Theoriemodelle, derer Kloepfer sich bedient, sind die Wirkungs- bzw. Rezeptionsästhetik von Wolfgang Iser und Hans Robert Jauß und die Erzähltheorie von Michail Bachtin.

## Rezeption
Besonders das Buch von Kloepfer/Landbeck (1991) wurde in der Medienwissenschaft stark rezipiert; im Bereich der Wirkung von Filmen klafft dort seit langem eine Theorielücke. Aufgrund der relativen Kurzlebigkeit vieler Theoriemodelle in den Geisteswissenschaften bleibt es jedoch abzuwarten, ob sich dieses Konzept längerfristig durchsetzen kann.

## Zum Begriff der Sympraxis
Der Begriff Sympraxis wurde eigentlich von Novalis geprägt, auf den Kloepfer sich explizit bezieht. Novalis gebraucht ihn im Sinne der Symphilosophie und der Sympoesie, der gemeinsamen Produktion von Zeichen zwischen Kommunikationspartnern. Über Friedrich Schlegel schreibt er etwa: „Fridrichs Beyfall - und Sympraxis ist mir gewiß“; an anderer Stelle heißt es: „Unser Denken ist schlechterdings nur eine Galvanisation ... Alles Denken etc. ist also an sich schon eine Sympraxis im höheren Sinn.“ (zit. n. Kloepfer 1990). Sympoesie (oder Sympraxis, Symphysik) setzt voraus, dass Zeichenproduzenten miteinander verschmelzen, gemeinsam an einem Text weben, der zugleich „gesellig“ ist, also eine Art sozial-poetisches Netzwerk bildet.